# Nettezza urbana

Il carretto della nettezza urbana in viale Piave a Milano negli anni trenta del XX secolo

La nettezza urbana, in Italia, indica un servizio erogato dai comuni italiani che si occupa di raccolta dei rifiuti solidi urbani e di pulizia delle strade.

## Descrizione
Il servizio viene svolto dai netturbini che provvedono alla raccolta dei rifiuti, indifferenziata o differenziata, mediante camion, così come alla pulizia delle strade mediante spazzatrici. Può essere gestito direttamente dal comune attraverso i propri dipendenti o attraverso una propria società partecipata oppure viene assegnato a una ditta privata a seguito di una gara d'appalto indetta dal comune.